# بلو گرس (آیووا)
بلو گرس (به انگلیسی: Blue Grass) شهری در ایالت آیووا کشور ایالات متحده آمریکا است که جمعیت آن در سرشماری سال ۲۰۱۰ میلادی، ۱٬۴۵۲ نفر بوده‌است.